# Pīt Sarā
Pīt Sarā (persiska: پيت سرا, پيت سورِه, پيتسَرِه) är en ort i Iran.   Den ligger i provinsen Mazandaran, i den norra delen av landet, 150 km öster om huvudstaden Teheran. Pīt Sarā ligger 918 meter över havet och antalet invånare är 101.
Terrängen runt Pīt Sarā är bergig åt sydväst, men åt nordost är den kuperad. Pīt Sarā ligger nere i en dal. Runt Pīt Sarā är det ganska glesbefolkat, med 34 invånare per kvadratkilometer. Närmaste större samhälle är Pol-e Sefīd, 10,1 km norr om Pīt Sarā. Trakten runt Pīt Sarā består i huvudsak av gräsmarker.